# Cheshire (Massachusetts)
Cheshire é uma vila localizada no condado de Berkshire no estado estadounidense de Massachusetts. No Censo de 2010 tinha uma população de 3.235 habitantes e uma densidade populacional de 45,39 pessoas por km².

## Geografia
Cheshire encontra-se localizado nas coordenadas 42° 33′ 54″ N, 73° 08′ 57″ O. Segundo o Departamento do Censo dos Estados Unidos, Cheshire tem uma superfície total de 71.26 km², da qual 69.43 km² correspondem a terra firme e (2.57%) 1.83 km² é água.

## Demografia
Segundo o censo de 2010, tinha 3.235 pessoas residindo em Cheshire. A densidade populacional era de 45,39 hab./km². Dos 3.235 habitantes, Cheshire estava composto pelo 97.9% brancos, o 0.46% eram afroamericanos, o 0.15% eram amerindios, o 0.37% eram asiáticos, o 0% eram insulares do Pacífico, o 0.22% eram de outras raças e o 0.9% pertenciam a duas ou mais raças. Do total da população o 1.08% eram hispanos ou latinos de qualquer raça.

## História
Cheshire estabeleceu-se pela primeira vez em 1766 e incorporou-se oficialmente em 1793.
A cidade do vale foi fundada pelos batistas de Rhode Island, os primeiros povoadores da região que não pertenciam à Igreja Puritana estabelecida. Os primeiros colonos eram em sua maioria descendentes daqueles que tinham seguido a Roger Williams a Rhode Island para praticar livremente. Um dos líderes da emigração foi o coronel Joab Stafford, quem construiu a sua casa em Stafford Hill e levou aos homens de Cheshire à guerra durante a Revolução. As tropas de Cheshire distinguiram-se na batalha de Bennington em 1777.
Cheshire incorporou-se em 1793 e seus residentes foram fortemente partidários nas batalhas eleitorais dos primeiros dias do país. A eleição de Adams-Jefferson de 1800 esteve bem perto, e Cheshire foi a única cidade de Berkshire que favoreceu a Jefferson. Quando seu candidato ganhou as eleições, a cidade procurou a forma de mostrar seu apoio e render homenagem a seu novo presidente. Como Cheshire, como seu homónimo, se especializava na produção de produtos lácteos e queijos, decidiram enviar um presente ao presidente de um queijo Cheshire, que era cuajado por todos os agricultores da cidade. O queijo resultante tinha 4 pés (1,2 m) de diâmetro, 18 polegadas (460 mm) de espessura e pesava 1,235 libras (560 kg). Foi transladado num treno puxado por seis cavalos quando o enviaram a Washington, DC por água, onde obteve uma carta pessoal de agradecimento do presidente Jefferson. Um dos dois monumentos de Cheshire comemora o queijo; o outro comemora aos fundadores da cidade. O Monumento aos Pioneiros encontra-se em Stafford Hill e é uma réplica de pedra do moinho nórdico de Benedict Arnold em Newport, Rhode Island. A vista desde o monumento é possivelmente uma das mais formosas das Berkshires.
A cidade teve as primeiras forjas e aserradeiros, moinos e curtedorias, e em 1812, abriu-se a Cheshire Crown Glass Company, ao igual que uma operação de martelo. A cidade também se orgulhava de ter a primeira fábrica no oeste de Massachusetts para fabricar maquinaria para a fabricação de algodão.
Cheshire Glass Making Company: estava em funcionamento ao menos em junho de 1900. Os únicos registos que o demonstram são as ações da empresa numa oferta de capital social por um montante de $ 50,000.00. R V Wood era o tesoureiro da empresa e assinante das ações que se venderam a 16 de junho de 1900 (Wood era muito conhecido e respeitado na cidade).
Num momento da história de Cheshire, Thomas J. Curtin era dono e operava os fornos de cal localizados na secção Farnams de Cheshire. O seu filho, Thomas J. Curtin, Jr., era proprietário e operava uma filial e um moino de areia de silíca localizados no lado este do lago Hoosac (anteriormente conhecido como o barragem de Cheshire). (Thomas, Jr., foi muito activo nos assuntos da cidade e desempenhou-se durante muitos anos como seletor, moderador e contador da cidade).
A reputação da cidade pela sua diversidade religiosa continuou, e em 1885 tinha apenas 1.537 pessoas em Cheshire, mas tinha quatro igrejas diferentes.
A cidade rural tem adquirido conotações recreativas e residenciais nos tempos modernos, com 225 acres (91 ha) de pistas abertas e caminhos arborizados para esquiadores em Farnhams. Na década de 1940, teve uma corrida reta de 0,75 milhas (1,2 km) na zona de esqui de Cheshire. Ademais, tem tido uma boa pesca no braço sul do rio Hoosic, que se origina no lago Hoosac na cidade.

## Transporte
A rota 8 de Massachusetts é a rota principal através da cidade, que cruza de sul a norte. Alguma vez foi parte da rota interestatal 8 da Nova Inglaterra, que ia desde North Adams até Bridgeport, Connecticut. A rota 116 também atravessa o canto nordeste da cidade, e várias secções brindam vistas panoramicas do monte Greylock para o oeste.
A cidade encontra-se ao longo de uma das rotas da linha de autocarro da Berkshire Regional Transit Authority. O serviço regional pode-se encontrar tanto em North Adams como em Pittsfield, ao igual que o serviço aéreo regional. O aeroporto mais próximo com serviço nacional é o Albany International Airport.
A cidade foi servida anteriormente por Pittsfield and North Adams Railroad. A maior parte da linha converteu-se em Ashuwillticook Rail Trail / ˌæʃouːˈwɪltɪkʊk /, um caminho pavimentado de acesso universal de 11 milhas (18 km) de longo, 10 pés de largura (3,0 m) que liga os aldeias de Berkshire (Lanesborough, Cheshire e Adams).
O caminho corre paralelo à Estrada 8 e passa por bosques, marismas,  junto a um lago, e um rio, com colinas arborizadas e o monte Greylock como tela de fundo. O caminho converteu-se num recurso popular para andar em bicicleta, caminhar, patinar, trotar, etc. Passa pelo vale do rio Hoosic, entre Mount Greylock e Hoosac Range. O barragem de Cheshire, o rio Hoosic e as comunidades de banhados associadas flanqueam grande parte do caminho, oferecendo vistas excepcionais e abundante vida silvestre.

## Educação
Cheshire une-se a Adams para formar um distrito escolar regional. A escola primária de Cheshire está localizada em Adams em Hoosac Valley Elementary (formalmente conhecida como C.T. Plunkett). A escola primária Cheshire fechou-se em 2017 como parte dos recortes orçamentas no distrito escoar. Ambas cidades enviaram previamente a seus estudantes de secundária a Adams Memorial Middle School em Adams. No entanto, depois de uma subvenção do governo para renovar e melhorar enormemente as instalações educativas na escola secundária do distrito, os graus de sexto a duodécimo levam-se a cabo em Hoosac Valley High School. As escolas privadas, paroquiais, autónomas e vocacionais podem-se encontrar em Adams e North Adams.
O colégio comunitário mais próximo é Berkshire’s Community College em Pittsfield, o colégio estatal mais próximo é Massachusetts College of Liberal Arts em North Adams, e a universidade estatal mais próxima é Westfield State University.